# Trubi
Si dà il nome di Trubi ad una formazione geologica di età pliocenica, di origine  pelagica, affiorante in Sicilia. L'unità è costituita da una roccia bianca, in parte calcarea più chiara e in parte argillosa più scura, costituita prevalentemente dai gusci carbonatici di microfossili in prevalenza Foraminiferi planctonici (globigerine), depositatisi per decantazione in ambiente di mare profondo. Sono presenti diffusamente anche macrofossili caratteristici di ambiente marino profondo (Coralli non coloniali, Brachiopodi, Echinidi). Caratteristica di questa formazione marnosa è l'alternanza di livelli argillosi e carbonatici associata al cambiamento regolare dei parametri orbitali descritto da Milanković.

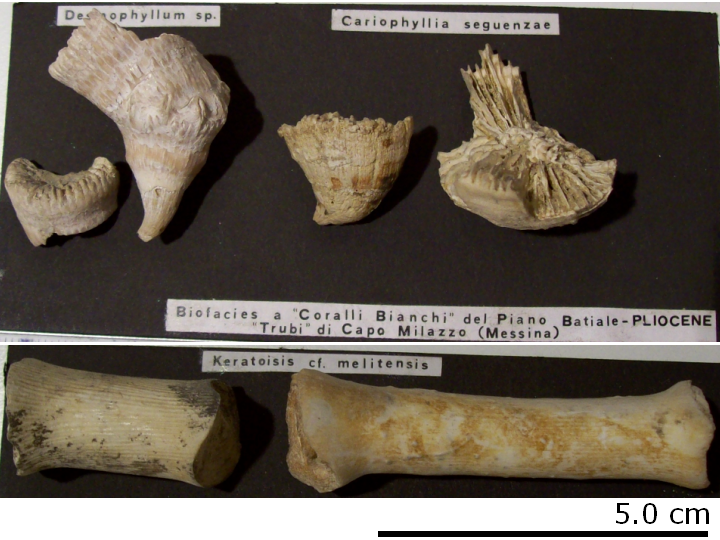
Coralli fossili dai Trubi affioranti a Capo Milazzo (Messina). Sopra: forme non coloniali; sotto, forme coloniali. Entrambe fanno parte di una biofacies tipica di acque profonde.